# Malesherbia rugosa
Malesherbia rugosa är en passionsblomsväxtart som beskrevs av C. Gay. Malesherbia rugosa ingår i släktet Malesherbia och familjen passionsblomsväxter. Utöver nominatformen finns också underarten M. r. pseudopulverulenta.